# Colegio Dominicano de Psicólogos
El Colegio Dominicano de Psicólogos (CODOPSI) es la institución sin fines de lucro que regula la práctica profesional de la psicología en la República Dominicana.

## Historia

### Asociación Dominicana de Psicólogos (ADOPSI)
Previo a la creación del CODOPSI, el estudio de la psicología era promovido y observado por la ADOPSI. Esta se fundó en 1976, y durante su periodo activo organizó diversas actividades para promover la psicología en el país.
La ADOPSI celebró un total de 11 simposios en la República Dominicana. Buscaban promover el estudio de la psicología y su uso en la sociedad dominicana. En 1981, bajo el liderazgo de Elizabeth de Windt y con el apoyo de la Sociedad Interamericana de Psicología, la ADOPSI celebró el XVIII Congreso Interamericano de Psicología.
En el año 2000, la ADOPSI detuvo sus esfuerzos como entidad supervisora de la psicología y fue reemplazada por el CODOPSI.

### Ley núm. 22-01
En el año 2001, el Poder Ejecutivo de la República Dominicana puso en efecto la Ley núm. 22-01. Esta ley creó la base legal para la fundación del CODOPSI. Esta ley establece que:

El Colegio Dominicano de Psicólogos queda investido con personalidad jurídica y patrimonio propio, de una duración por tiempo indefinido, y su domicilio legal estará en la ciudad de Santo Domingo, capital de la República Dominicana, y funcionará de conformidad con los fines establecidos en la presente ley, el Código de Ética y Disciplina y los estatutos del Colegio.
Ley núm. 22-01, Capítulo II, Art. 6

Esta ley también contempla los requisitos para el ejercicio legal de la psicología en la República Dominicana, los lineamientos éticos y disciplinarios para los psicólogos y las sanciones en caso de infracción.

### Colegio Dominicano de Psicólogos (CODOPSI)
El CODOPSI inició sus funciones en el año 2001 bajo la presidencia del psicólogo Rolando Tabar Manzur, quien solía ser parte de la ADOPSI. Rolando Tabar Manzur se dedicó a resaltar la importancia de los psicólogos y la psicología para la sociedad.

## Práctica legal de la psicología en la República Dominicana
El requisito principal para ejercer la psicología en la República Dominicana es la obtención de un Exequatur (del latín, que significa ‘dejar que (refiriéndose a un individuo 'actúen’). Para obtener el Exequatur, la persona que solicita debe tener un título universitario válido a nivel de licenciatura, ser miembro del CODOPSI y presentar una serie de documentos requeridos (como copias del título universitario, certificaciones de estudios a nivel de grado [en formato original y en formato legalizado por el MESCyT] acta de nacimiento, copias de la Cédula de Identidad y Electoral, una carta dirigida al Presidente de la República Dominicana, y un certificado de ausencia de antecedentes penales emitido por la Procuraduría General de la República Dominicana) por ante el Ministerio de Salud Pública y Asistencia Social de la República Dominicana.

## Eventos
A lo largo de los años tanto la ADOPSI como el CODOPSI han realizado eventos para la promoción de la psicología y el conocimiento psicológico en la República Dominicana:
| Año  | Evento                                                                                      | Institución                           |
| ---- | ------------------------------------------------------------------------------------------- | ------------------------------------- |
| 1951 | I Congreso Interamericano de Psicología                                                     | Sociedad Interamericana de Psicología |
| 1981 | XVIII Congreso Interamericano de Psicología                                                 | Asociación Dominicana de Psicólogos   |
| 1981 | Primer Encuentro Dominico-Hispano sobre Salud Mental en Niños y Adolescentes                | Asociación Dominicana de Psicólogos   |
| 1993 | Primer Congreso Nacional “Avances en Psicología”                                            | Asociación Dominicana de Psicólogos   |
| 1994 | Segundo Congreso Dominico-Hispano sobre Salud Mental en Niños y Adolescentes                | Asociación Dominicana de Psicólogos   |
| 1997 | Congreso “30 años de Psicología Dominicana: Pasado, Presente y Futuro”                      | Asociación Dominicana de Psicólogos   |
| 2001 | Congreso Interuniversitario de Psicología del Caribe y Centroamérica: Logros y Perspectivas | Colegio Dominicano de Psicólogos      |
| 2004 | Congreso Internacional "¿Hacia dónde va la psicología?"                                     | Colegio Dominicano de Psicólogos      |

## Ligas externas
- Código de Ética y Disciplina del CODOPSI